# Saint-Rémy (Deux-Sèvres)
Saint-Rémy – miejscowość i gmina we Francji, w regionie Nowa Akwitania, w departamencie Deux-Sèvres.
Według danych na rok 1990 gminę zamieszkiwały 703 osoby, a gęstość zaludnienia wynosiła 52 osób/km² (wśród 1467 gmin regionu Poitou-Charentes Saint-Rémy plasuje się na 431. miejscu pod względem liczby ludności, natomiast pod względem powierzchni na miejscu 653.).